# Лудешть
Лудешть, Лудешті (рум. Ludești) — село у повіті Димбовіца в Румунії. Входить до складу комуни Лудешть.
Село розташоване на відстані 83 км на північний захід від Бухареста, 17 км на захід від Тирговіште, 128 км на північний схід від Крайови, 91 км на південь від Брашова.

## Населення
За даними перепису населення 2002 року у селі проживали 902 особи.
Національний склад населення села:
| Національність | Кількість осіб | Відсоток |
| -------------- | -------------- | -------- |
| румуни         | 851            | 94,3%    |
| цигани         | 51             | 5,7%     |

Рідною мовою назвали:
| Мова      | Кількість осіб | Відсоток |
| --------- | -------------- | -------- |
| румунська | 896            | 99,3%    |
| циганська | 6              | 0,7%     |